# Бањалучки ћевап
Бањалучки ћевап је врста ћевапа настала у Бањалуци (Босна и Херцеговина). Главни састојак је млевено месо обликовано у ваљке. За разлику од обичног ћевапа, Бањалучки ћевапи се прже састављено (већином по 4 комада).

## Корен речи
Назив ћевапчићи, ћевапи и ћевап изворно потичу из персијског језика, (перс. كباب - kebab, kebap, kabab, kebob, kabob, kibob, kebhav, kephav, qabab) и у изворном облику су кориштене за месо које није печено већ пржено.

## Историја Бањалучког ћевапа
Бањалучки ћевап се појавио пре више од 100 година. Сматра се најславнијим брендом Бањалуке, има јединствен начин спремања и укус. Његова популарност се прво развила на домаћим просторима а касније широм света.

## Видите још
- Ћевапи
- Пљескавица
- Мућкалица